# Algemene Vereniging Radio Omroep
Algemene Vereniging Radio Omroep (AVRO, en català Associació General de Radiodifusió) va ser una associació neerlandesa de radiodifusió pública que operava en el marc del sistema Nederlandse Publieke Omroep. Va ser la primera emissora pública dels Països Baixos. El 2014, AVRO es va fusionar amb l'emissora de televisió Televisie Radio Omroep Stichting (TROS) per formar AVROTROS.

## Història
El 8 de juliol de 1923 Hilversumsche Draadlooze Omroep va ser llançada per la Nederlandsche Seintoestellen Fabriek sota supervisió de Willem Vogt. El 21 de juliol de 1923 va proporcionar la primera emissió regular de ràdio als Països Baixos. El 1927 va canviar el seu nom a Algemeene Nederlandsche Radio Omroep (ANRO), seguida aviat per una fusió amb Nederlandsche Omroep Vereeniging (NOV). El 28 de desembre de 1927, les dues emissores fusionades van continuar com a Algemeene Vereeniging Radio Omroep (A.V.R.O.).
El 1938 AVRO va patrocinar un torneig d'escacs, considerat un dels torneigs més forts de la història dels escacs., que fou guanyat per Paul Keres, per damunt de Reuben Fine. La intenció inicial dels neerlandesos era que del torneig en sortís el rival que disputés el títol mundial al campió regnant Aleksandr Alekhin, un matx que la companyia desitjava patrocinar.

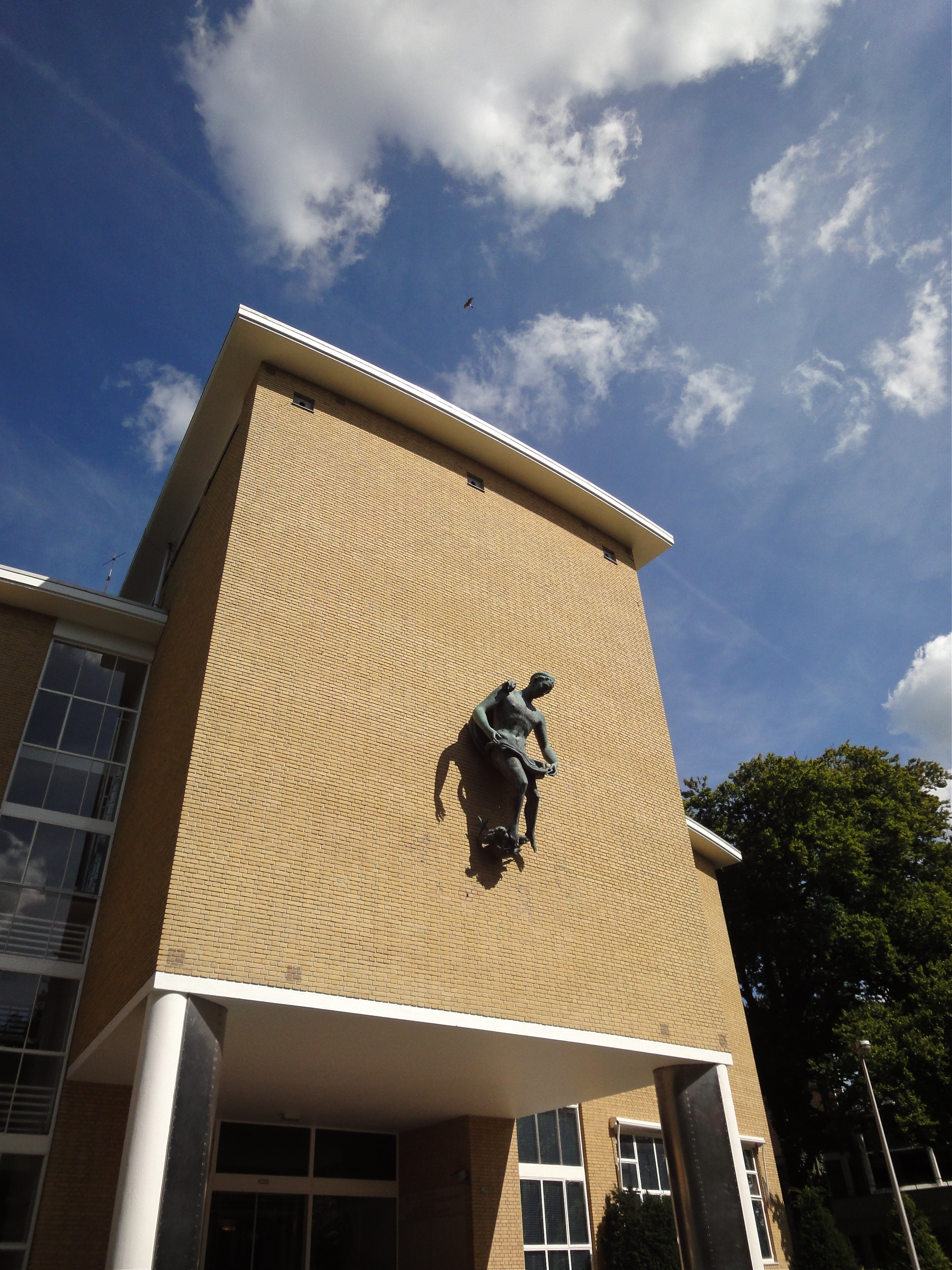
Entrada principal als estudis

AVRO era associada històricament amb el pilar liberal, fet reflectit en el seu eslògan durant molt de temps, "promoure la llibertat".
El 2 de setembre de 1999, AVRO va adoptar el seu quart i últim logotip que consistia en que el distintiu "Avro" es componia de ratlles blaves, excepte la lletra "o" que està formada per una bola blava.
El 7 de setembre de 2014, AVRO es va fusionar amb la companyia germana TROS per crear una empresa coneguda com a AVROTROS.

## Programes

### Televisió
- Devil's Advocate
- EénVandaag (coproducció amb TROS)
- Gehaktdag
- Koefnoen
- Op zoek naar Evita
- Op zoek naar Joseph
- The Phone
- TopPop
- Wie is de Mol? (versió neerlandesa de The Mole)

### Ràdio
- Arbeidsvitaminen
- Radio Lawaaipapegaai (ràdio)

## Presentadors
Els actuals presentadors han anat a AVROTROS
- Chantal Janzen (TV)
- Cornald Maas (TV)
- Gerard Ekdom (TV & Ràdio)
- Jan Steeman (Ràdio)
- Pia Dijkstra (TV & Ràdio)
- Sipke Jan Bousema (TV)

## Anunciants
- Netty Rosenfeld† (1951-1952)
- Heleen van Meurs (1953-1955)
- Mies Bouwman (1954-1955)
- Ageeth Scherphuis (1956-1966)
- Elizabeth Mooy (1959-1966, 1971-1976)
- Ilse Wessel † (1963-1969)
- Lonneke Hoogland (1964-1968)
- Ria Bremer (1966-1970)
- Viola Holt/Viola van Emmenes (1968-1969)
- Alice Oppenheim (1968-1975)
- Sonja van Proosdij (1969)
- Lous Haasdijk † (1969-1975)
- Ingrid Drissen (1974-1980)
- Jos van Vliet (1975-1976)
- Hans van der Togt (1976-1989)
- Ilona Hofstra (1977-1979)
- Patricia Messer (1979-1985)
- Jack van der Voorn (1983)
- Monique van der Sande (1983-1985)
- Ad Visser (1985-1989)
- Myrna Goossen (1985-1990)
- Simon Visser (1986)
- Roeland Kooijmans (1988-1991)
- Birgit E. Gantzert (1989-1992)
- Judith de Bruijn (1989-1992)
- Pauline Dekker (1990-1991)
- Humberto Tan (1991-1992)

## Corresponsals
- Link van Bruggen †
- Jan Brusse † (1948-1985)
- Koen Corver
- Anton Foek
- Simon Hammelburg (1976-1983)
- Albert Milhado † (1945-1975)
- Peter Schröder † (1960-1984)
- Max Tak † (1945-1967)
- Fons van Westerloo (1976-1983)